# Le regole della casa del sidro
Le regole della casa del sidro (The Cider House Rules) è un romanzo di John Irving e pubblicato nel 1985. 
Tradotto in 16 lingue, tra le quali l'ebraico, il giapponese, il finlandese, in Italia è stato pubblicato nell'anno di uscita 1985, nella traduzione di Pier Francesco Paolini.

## Trama
Il protagonista delle vicende è il giovane orfano Homer Wells, la cui esistenza è narrata dalla nascita fino alla sua maturità, attraverso le varie fasi dell'adolescenza e seguendo le scelte di vita che lo spingeranno ad andarsene dal suo luogo di origine e conoscere il mondo.
Ambientata nel rurale Maine tra gli anni trenta e quaranta, la storia si apre con una descrizione dell'orfanotrofio di St. Cloud's, dove nasce Homer, gestito dal ginecologo abortista Wilbur Larch, uno dei personaggi più importanti della storia che emerge per la sua profonda caratterizzazione. Il St. Cloud's viene subito descritto come un luogo totalmente fuori dalla civiltà, che accoglie bambini e donne bisognose tanto di partorire quanto di abortire i figli indesiderati. Proprio l'aborto è uno dei temi portanti del romanzo. Qui il giovane Homer cresce e, dopo ben quattro esperienze fallimentari di adozione, decide di rimanere a St. Cloud's dove diverrà l'orfano più anziano e si darà da fare per assistere il dottor Larch, che diventerà per lui una figura paterna, il quale, a sua volta, amerà Homer come un figlio.
Homer diviene il discepolo di Wilbur Larch, che sarà per lui mentore ed insegnante, rendendolo pratico della procedura ostetrica e ginecologica, insegnandogli la medicina e facendo dunque di Homer un vero e proprio medico. Con la crescita di Homer emergono le prime divergenze ideologiche tra lui ed il suo mentore, affrontando la questione dell'aborto in maniera diversa, considerandolo omicidio a tutti gli effetti ed opponendosi nel praticarlo.
Col passare del tempo, Homer manifesta un crescente interesse verso il mondo al di fuori dell'orfanotrofio. La struttura è completamente isolata e avvolta da un'eterna atmosfera deprimente, dovuta principalmente alle donne che arrivano da lontano, sottoponendosi ad aborto o abbandonando i propri figli nel luogo. Tutto ciò che accade all'esterno è totalmente sconosciuto nell'orfanotrofio e da parte in Homer, nato e cresciuto al suo interno, orfano che non ha mai visto l'oceano, cresce la sensazione di stare sciupando la propria vita. In seguito all'arrivo di Wally e Candy, giovane coppia bisognosa di un aborto, Homer, infatuatosi della ragazza, va via dall'orfanotrofio e trova lavoro nel frutteto di famiglia di Wally, dove farà le sue prime esperienze di vita da uomo adulto ed indipendente.

## Edizioni in italiano
- J. Irving, Le regole della casa del sidro, traduzione di Pier Francesco Paolini, Bompiani, Milano 1985;

## Adattamento cinematografico
- Nel 1999 è uscito il film Le regole della casa del sidro, diretto da Lasse Hallström. [2] John Irving è stato premiato come autore della miglior sceneggiatura non originale con: il National Board of Review Award[3] e il Satellite Award;[4] nel 1999, e con il Premio Oscar nel 2000.[5]